# Agapanthia amurensis
Agapanthia amurensis là một loài bọ cánh cứng trong họ Cerambycidae.